# Hennadij Mochnenko

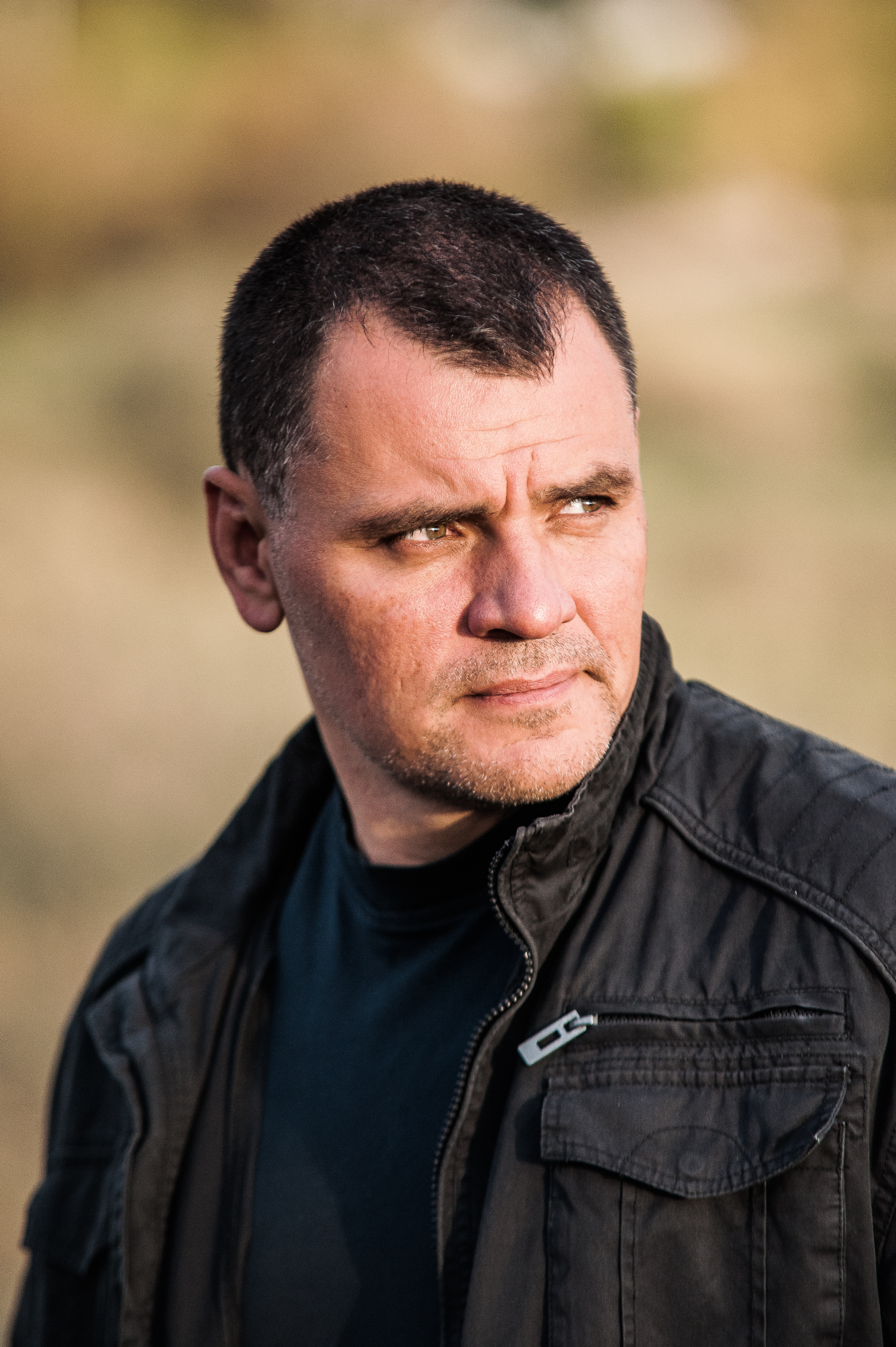
Hennadij Mochnenko
(Bildaufnahmedatum vor 2014)

Hennadij Wiktorowytsch Mochnenko (ukrainisch Геннадій Вікторович Мохненко, russisch Геннадий Викторович Мохненко Gennadij Wiktorowitsch Mochnenko; * 27. Februar 1968 in Mariupol, Ukrainische SSR) ist ein ukrainischer Pastor der evangelikalen Freikirche Church of God, Missionar und Wohltäter. In der Ukraine ist er als Begründer und Direktor des Sozialdienstes Republic of Pilgrim, einem der größten Heime und Anlaufstellen für bedürftige Kinder in der Ukraine, und als Initiator der Anti-Drogen-Aktion „Obrydlo“ sowie der Fahrradtour „Welt ohne Waisen“, bekannt.
Mochnenko adoptierte im Laufe seines Lebens 35 (mittlerweile teils erwachsene) Kinder. Zudem hat er drei leibliche Kinder. Infolge des russischen Überfalls auf die Ukraine im Frühjahr 2022 beteiligte sich Mochnenko an der Evakuierung der Dörfer bei der Stadt Mariupol. Sowohl infolge des Beschusses jener Stadt durch russische Streitkräfte als auch im Kriegseinsatz starben mindestens zwei seiner Kinder.

## Kindheit, Jugend und Ausbildung
Geboren in einer Arbeiterfamilie, wuchs er eigenen Angaben zufolge aufgrund des Alkoholismus seiner Eltern als „soziales Waisenkind“ auf. Nach dem Abitur diente in der Roten Armee, dort in der Moskauer Garnison der Feuerwehr. Er trieb Sport und wurde Meister der Region Donezk im Ringen. Nach seiner Konversion im Jahr 1991 trat er in eine Bibelschule in Vilnius ein. Nach Ende der einjährigen Ausbildung kehrte er in seine Heimatstadt zurück und gründete im Jahr 1992 die „Kirche des guten Wandels“. Im selben Jahr heiratete er. Im selben Jahrzehnt bildete er sich an einem theologischen Institut in Geschichte und Religion weiter. Ein Masterstudium in Theologie schloss er im Jahr 1999 ab. Neben seiner Muttersprache Russisch spricht er auch Englisch.
Seit 2010 nimmt er an einem US-amerikanisch-ukrainischen Sozialhilfeprojekt in Afrika teil.

## Republic of Pilgrim
Im Jahr 1998 gründete er Republic of Pilgrim. Seitdem sind mehr als dreitausend Kinder von der Straße geholt und in jenem Heim aufgewachsen. Die Mitarbeiter des Waisenhauses suchen Straßenkinder in Kellern und bei Fernwärmeleitungen auf, versorgen sie mit Nahrungsmitteln und bieten ihnen Unterkunft oder versuchen, sie zurück zu ihren Familien (oder ins Internat) zu bringen. Einige der Straßenkinder, die in Obhut genommen werden, sind drogensüchtig oder anderweitig erkrankt. Im Laufe der Jahre sind etwa ein Dutzend Kinder an ihrer Drogensucht und Infektionskrankheiten, oft AIDS, gestorben.
Überregionale, ukrainische Bekanntheit erlangte Republic of Pilgrim im Jahr 2009, als die Schüler des Zentrums auf einer Pressekonferenz den ukrainischen Behörden einen Kleinbus schenkten, um im Gegenzug einen Ford Transit zu erhalten, der von Gläubigen aus Deutschland gestiftet worden war, aber über drei Jahre vom ukrainischen Zoll aufgehalten wurde. Die ukrainische Premierministerin Julija Tymoschenko nahm sich schließlich der Sache an.

## AktionObrydlo
Im März 2005 kündigte Hennadij Mochnenko den Beginn einer öffentlichen Anti-Drogen-Protestaktion "Obrydlo" (ukrainisch für "Müde") an. Anlass der Aktion sei war der ausgeprägte Drogenhandel in Mariupol. Im 2005 fand eine symbolische Beerdigung der Staatsanwaltschaft mit tausend Menschen statt. Die Demonstranten forderten ein Verbot des freien Verkaufs bestimmter Psychopharmaka. Schließlich erreichte die Demonstrationen im Dezember desselben Jahres Kiew. In Mariupol wurden in der Folge mehrere korrupte Polizisten festgenommen, die an dem Drogengeschäft verdienten. Im darauf folgenden Jahre brachten hunderte Straßenkindern und Rehabilitierte der Republic of Pilgrim zwei Särge als Symbolic zu Drogendealern.

## FahrradtourWelt ohne Waisen
Im Rahmen der Aktion „Ukraine ohne Waisen“ fand 2011 eine 1000 Kilometer lange Radtour von Mariupol nach Kiew statt, an der Schüler der „Republic Pilgrim“ und Mochnenko teilnahmen. Im selben Jahr kündigte Hennadij Mochnenko seine Absicht an, eine Weltumrundung im Rahmen der Tour „Eine Welt ohne Waisen“ zu veranstalten. Ziel sei, für familiäre Kindererziehung zu werben und Vorurteile über Adoptionen zu zerstören. Nach den Plänen der Veranstalter wird die Radtour in mehreren Etappen über 5 Jahre stattfinden. Am 4. Juni 2012 startete die Radumrundung in Kiew. Nach der Durchquerung der Ukraine überquerten die Teilnehmer der Radtour die russische Grenze und fuhren bis Moskau; die zweite Etappe fand im selben Jahr auf der Strecke Moskau – Jekaterinburg statt.
Die dritte „sibirische“ Etappe der Weltumrundung fand 2013 statt. Die Teilnehmer legten 5000 Kilometer zurück und machten Halt in Jekaterinburg, Tjumen, Omsk, Nowosibirsk, Krasnojarsk, Irkutsk und Baikalsk. Aufgrund des Kriegs in der Ostukraine fand eine weitere Etappe der ukrainischen Radfahrer in Russland vorerst jedoch nicht statt.
Stattdessen setzte Republic of Pilgrim ihre Fahrradtour in Europa fort.

## Politische Ansichten
Vor der ukrainischen Präsidentschaftswahl 2004 zeigte sich Mochnenko politisch neutral. Im Nachgang der Wahl veröffentlichte Mochnenko mit anderen Geistlichen eine Erklärung, in der sie Wahlfälschungsvorwürfe gegen Janukowitsch erhoben.
In Bezug auf Euromaidan bezeichnete sich Mochnenko erst als „Gegner von Revolutionen“ und verurteilte Gewalt beider Seiten. Mit dem Beginn und Verlauf des Kriegs in der Ostukraine nahm Mochnenko jedoch eine aktive pro-ukrainische Position ein. Mediale Aufmerksamkeit erregt seine Beteiligung an dem Aufbau von Schützengräben und eines Checkpoints bei Mariupol im Herbst 2014. Nach dem Beschuss von Mariupol trat Mochnenko im Januar 2015 mit Insassen des Waisenhauses in einen gemeinsamen Hungerstreik "gegen Putins Aggression". Im April 2015 wurde Mochnenko als Militärgeistlicher auf Abruf in die ukrainischen Streitkräfte aufgenommen.

## Rezeption
Über Mochnenkos Wirken wurde eine Filmdokumentation gedreht. Der Film mit dem Titel Almost Holy feierte beim New Yorker Tribeca Film Festival Premiere. Im Dezember 2015 erhielt der Film bei einem Dokumentarfilmfestival in Russland eine Auszeichnung. Im Februar 2016 wurde Almost Holy bei den Social Impact Media Awards zum besten Dokumentarfilm unter 293 Filmen aus 93 verschiedenen Ländern gewählt. Der Film war auch in Toronto beim Human Rights Watch International Film Festival gezeigt worden.
Arte Re: veröffentlichte unter dem Titel Ein Pastor zwischen den Fronten im Jahr 2021 eine Dokumentation über Mochnenko und seine humanitäre Hilfe in der Ostukraine.
Dokumentationen (Auswahl)
- 1091 Pictures: Almost Holy (2016) | Full Movie HD auf YouTube, 30. März 2020.
- Russia Today: Once upon a time in Africa auf YouTube, 12. August 2014.

## Buchveröffentlichungen
- Казнить нельзя помиловать (Hinrichtung kann nicht begnadigt werden). 1999. ISBN 966-8523-00-8.
- Непедагогическая поэма (Nicht-pädagogisches Gedicht). Christliche Bibelbruderschaft St. ap. Paul. Kiew, 2010. ISBN 978-966-7698-57-7.